# Basoropeda

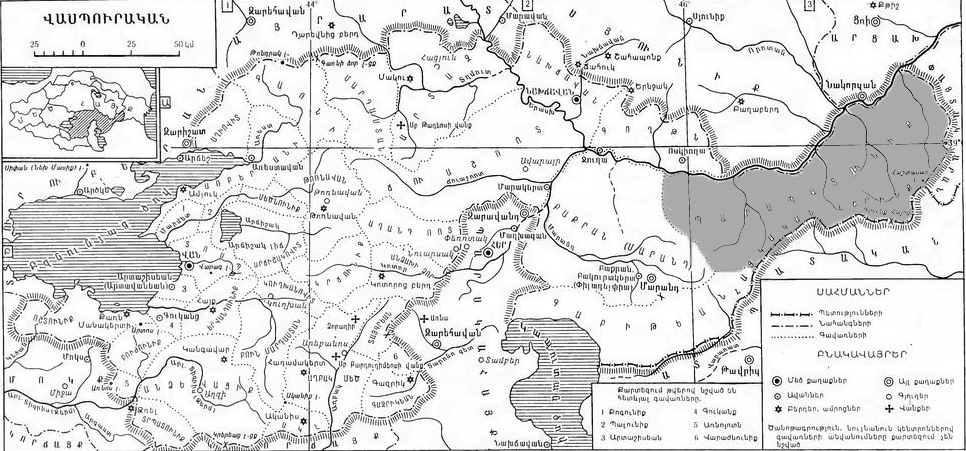
Cantão da Parspatuniq da província da Vaspuracânia

Parspatunik(Պարսպարունիք) Basoropeda(Vaspuracânia) (em grego: Βασόροπηδά, Basóropēdá), segundo Estrabão, Parspatúnia (em armênio: Պարսպատունիք, Parspatunik’[a]) e Parsparúnia (Պարսպարունիք, Parspatunik’[a]), segundo a Geografia de Ananias de Siracena (século VII), foi um gavar (cantão) da província da Vaspuracânia, no Reino da Armênia. Está relacionado aos nomes Barsua e Parsua registrado nas fontes do Império Neoassírio. Compreendia uma área de 5 555 quilômetros quadrados que incluía a zona montanhosa de Laradal (Arasbarã) no norte do Irã ao longe da margem direita do rio Araxes. Robert Hewsen propôs que seja a região definida como "terra fortaleza dos medos" (Մարաց Ամուր աշխարհ, Marac’ Amur ašχarh), ao contrário de Suren Eremyan que sugeriu identificá-la com Nova Siriganica. De acordo com Fausto, o Bizantino, no reinado de Papa (r. 370–374), alegadamente foi atacado pelo asparapetes Musel I. Com a futura queda do Império Sassânida e a expansão islâmica na região, Basoropeda deixou de ser um dos territórios da Vaspuracânia arzerúnida.